# Kanojo
Kanojo (彼女, Brasil: Tudo por Ela / Portugal: Ride or Die) é um filme japonês, dos gêneros romance, suspense psicológico e drama, escrito por Nami Sakkawa, dirigido por Ryuichi Hiroki e protagonizado por Kiko Mizuhara e Honami Sato. O filme é baseado no mangá Gunjō de Ching Nakamura. Foi lançado pela Netflix em 15 de abril de 2021.

## Premissa
Rei é uma mulher lésbica de quase 20 anos que abandona seu parceiro de longa data e sua carreira como cirurgiã plástica ao saber que sua ex-colega de classe e paixão adolescente Nanae está sofrendo violência doméstica brutal por parte de seu marido, matando-o para mostrar seu amor por Nanae. Nanae fica cheia de nojo e medo pelo assassinato, mas Rei aceita os resultados de sua decisão com o único propósito de salvar Nanae. Enquanto se voltam uma para a outra por amor, Rei e Nanae se encontram lutando com emoções incompatíveis.

## Elenco
- Kiko Mizuhara como Rei Nagasawa
  - Sara Minami como Rei (adolescente)
- Honami Sato como Nanae Shinoda
- Yoko Maki como Mika Oe
- Shunsuke Tanaka como Masato Nagasawa
- Anne Suzuki como Yu Nagasawa
- Shinya Niiro como Kotaro Shinoda
- Tetsushi Tanaka como Yoshio Akiba
- Setsuko Karasuma como Ichiko Oe

## Produção

### Desenvolvimento
Em outubro de 2020, foi anunciado que a Netflix estava desenvolvendo uma adaptação cinematográfica live-action do mangá Gunjō (羣青), ilustrada por Ching Nakamura, sob o título Ride or Die (Kanojo {彼女, "Ela" ou "Namorada"} em japonês), que teve estreia mundial na primavera de 2021.

## Recepção

### Resposta da crítica
No site agregador de resenhas Rotten Tomatoes, 69% de 16 críticas são positivas, com uma classificação média de 6,80/10. O Metacritic, que utiliza uma média ponderada, atribuiu ao filme uma pontuação de 64 em 100, com base em 5 críticas, indicando avaliações "geralmente favoráveis".